# هوانگ یینگ (بازیکن واترپلو)
هوانگ یینگ (انگلیسی: Huang Ying؛ زادهٔ ۱ ژانویهٔ ۱۹۵۷) بازیکن واترپلو اهل چین بود. وی در بازی‌های المپیک تابستانی ۱۹۸۴ شرکت کرده‌است.